# Enrique Paris
Oscar Enrique Paris Mancilla (Puerto Montt, 3 de septiembre de 1948) es un médico, académico y político chileno. Entre el 13 de junio de 2020 y el 11 de marzo de 2022 se desempeñó como ministro de Salud del segundo gobierno de Sebastián Piñera. Entre 2011 y 2017 fue presidente nacional del Colegio Médico de Chile (Colmed).

## Vida personal
Nacido y criado en Puerto Montt, es el cuarto hijo del matrimonio compuesto por Enrique Paris Maldonado, voluntario de Bomberos de Chile y de Carmen Mansilla Elgueta, de profesión química farmacéutica. Sus otros tres hermanos son: Carmen Luz (educadora parvularia), Ximena (médica) y Jaime (arquitecto). Sus padres eran militantes demócrata cristianos y propietarios de la «Farmacia Angelmó» y de la «Farmacia Chile», ambas de Puerto Montt. En esa misma comuna Enrique Paris padre, fue jefe de la campaña presidencial que llevó a La Moneda a Eduardo Frei Montalva en 1964.
Paralelamente a sus estudios de medicina, también participó en actividades de otras áreas, como las obras de teatro y los deportes, pese a que estos últimos no eran su fuerte, según su compañero de curso y hermano del exministro y exintendente Sergio Galilea. Además estuvo en un grupo folclórico que nació del curso: «Los del San Javier», en la época de «Los Cuatro Cuartos».
Durante su época preestudiantil le manifestaba a sus amigos que si no estudiaba medicina, sería misionero jesuita. En ese mismo tiempo ocurriría su primera experiencia política, al ser candidato a la presidencia del Centro de Alumnos de su casa de estudios en 1965, perdiendo frente a un amigo (futuro notario), Alejandro Soto.
Entre 1969 y 1970, el médico Helmar Rosenberg fue profesor de Paris en el ramo de anatomía patológica. Debido a esta cercanía profesional los llevó trabajar juntos en investigación, siendo ambos médicos del plantel de la Universidad Católica. En diciembre de 2009, Rosenberg fue procesado como encubridor por el ministro de la Corte de Apelaciones de Santiago Alejandro Madrid en la investigación por la muerte de Eduardo Frei Montalva, junto con otro miembro del plantel PUC, Sergio González.
En 1991, conoció en el Hospital Sótero del Río a un niño que entraba y salía de dicho establecimiento, según testigos de la historia. Se hizo cargo de los cuidados del menor, primero como médico y luego como una especie de tutor. Después de varios años de reservadas gestiones, el 21 de diciembre de 1994, en la oficina del Registro Civil de Providencia y bajo el número 7.395, quedó registrada legalmente la adopción.
En una entrevista publicada en la revista Sábado de El Mercurio el 23 de abril de 2022, Paris asumió públicamente su homosexualidad, señalando que «tener una opción sexual distinta era muy complejo» y mencionando las dificultades que tenía una persona que no fuera heterosexual al estudiar en un colegio católico.
El 17 de mayo de 2022 fue condecorado como hijo ilustre de Providencia.

## Estudios
Estudió en el Colegio San Francisco Javier de Puerto Montt. En 1969 llegó a Santiago para estudiar medicina, titulándose de médico cirujano de la Pontificia Universidad Católica (PUC). Al terminar sus estudios, realizó la primera parte de su carrera en Chiloé; entre 1975-1979 fue destinado como médico general de zona en Achao. Fue director de la posta de Curaco de Vélez, director del Hospital de Achao, jefe del programa infantil y jefe de programa medicina del adulto.
De manera posterior, entre 1979 y 1982, regresó a Santiago, donde obtuvo una beca de residencia en pediatría en el Hospital Luis Calvo Mackenna por la Universidad de Chile. En 1984 viajó a Bélgica a estudiar cuidados intensivos pediátricos en la Universidad Católica de Lovaina, en la sede de Bruselas.
Cuenta con una especialización en Toxicología del National Capital Poison Center, de la Universidad de Georgetown, Estados Unidos, y con una especialización en Cuidado Intensivo Postoperatorio Cardíaco, en la Unidad de Cuidados Intensivos Cardio-Quirúrgicos del Hospital Clínico de la Universidad de Míchigan.

## Carrera profesional y pública

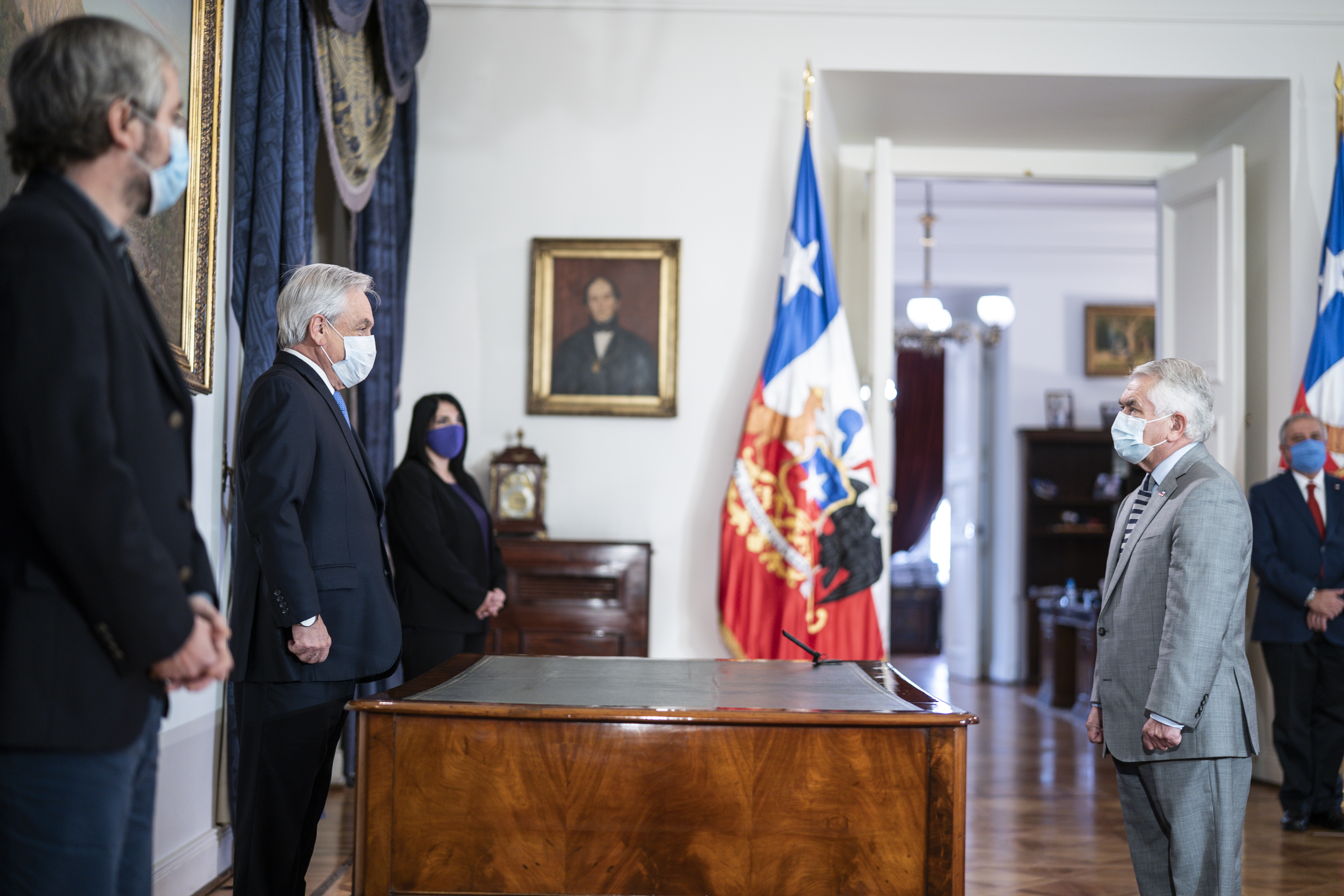
Paris jurando como ministro de Salud.

Fue fundador y director del Centro de Información Toxicológica y de Medicamentos (CITUC) de la Escuela de Medicina de la PUC entre los años 1992 y 2017. También se ha desempeñado como jefe de la Unidad de Cuidados Intensivos (UCI) del Hospital Sótero del Río de Puente Alto.
Dentro de su carrera académica, se ha desempeñado como director de postítulo de la Escuela de Medicina de la Universidad Finis Terrae.
Fue presidente nacional del Colegio Médico de Chile (Colmed) entre enero de 2011 y junio de 2017. No ha militado nunca en un partido político. Pero producto de su carrera como presidente del Colegio Médico, ha lidiado siempre con la clase política. Se desempeñó como asesor de Michelle Bachelet y Álvaro Erazo cuando se desempeñaban como ministros de Salud en políticas públicas relacionadas con toxicología y con Helia Molina. Además, como parte del equipo de salud de la candidatura presidencial de Sebastián Piñera en 2017.
En febrero de 2018, cuando Piñera conformó el gabinete nunca llamó a Paris para que fuera parte, pero sí le pidió que postulara para asumir como superintendente de Salud. En un inicio aceptó y postuló, pero luego se retiró de la lista de aspirantes. Dejó de ser parte de la selección porque en agosto de 2018 asumió el cargo de Decano de la Facultad de Ciencias de la Universidad Mayor, dejando la titularidad en junio de 2019.
En diciembre de 2019 asumió como miembro del directorio de la Clínica Las Condes.
El 13 de junio de 2020, en medio de la pandemia de COVID-19, fue nombrado por el presidente Sebastián Piñera como ministro de Salud, en reemplazo de Jaime Mañalich. Hasta ese día, era integrante de la Mesa Social COVID-19, creada por el Gobierno de Chile para enfrentar dicha emergencia sanitaria.